# Wera Alexejewna Kitschanowa

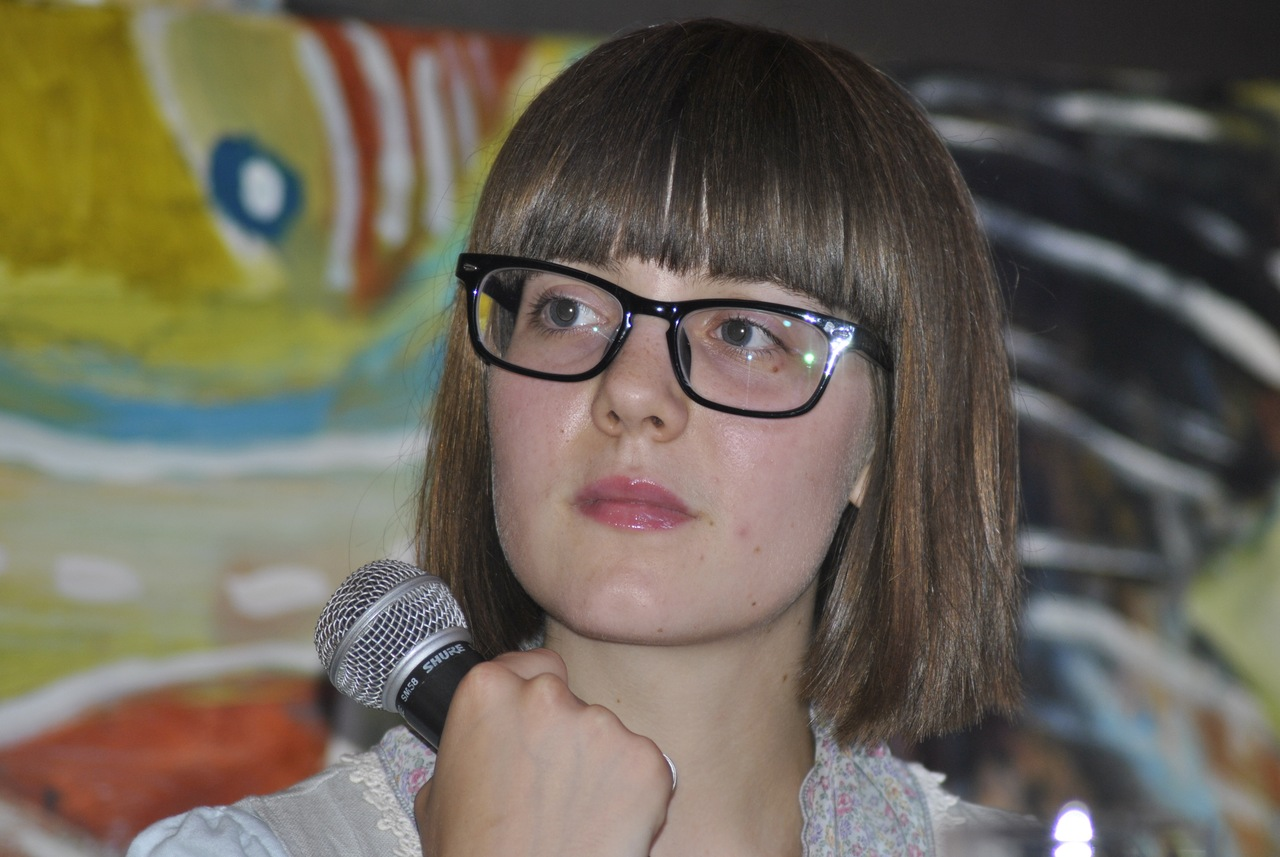
Wera Kitschanowa an einer Debatte in Moskau

Wera Alexejewna Kitschanowa (russisch Вера Алексеевна Кичанова; * 24. Mai 1991 in Moskau) ist eine libertäre russische Aktivistin, Journalistin, Bloggerin und Politikerin.

## Biografie
Seit dem Alter von 14 Jahren publiziert Kitschanowa regelmäßig in verschiedenen Zeitungen und Zeitschriften. Zuerst veröffentlichte sie ab 2005 regelmäßig Kolumnen in der Quartierzeitung Süd-Tuschino des gleichnamigen Moskauer Quartiers.
2008 begann Kitschanowa an der Moskauer Lomonossow-Universität Journalismus zu studieren. Bekanntheit als Journalistin erlangte sie, seitdem sie regelmäßig für die Nowaja gaseta schreibt, deren freie Mitarbeiterin sie für Jahre (2009–2011) war. In der Nowaja gaseta schrieb sie vor allem über Jugendpolitik, die Zivilgesellschaft, ökologische Themen und öffentliche Kundgebungen.
Seit 2010 ist Kitschanowa Redaktorin der Parteizeitung Atlant der Либертарианская партия России (Libertäre Partei Russlands – LPR).
2011–2012 arbeitete sie als Korrespondentin für die russischsprachige Ausgabe von Voice of America.
Kitschanowa publiziert in der Internet-Zeitung Grani.ru, führt einen eigenen Blog und eine Kolumne auf der Website von Echo Moskwy. Sie war Chefredakteurin des Atlas Network in Kiew, Präsidentin der Oxford Hayek Society und ist Stipendiatin am Mercatus Center, Mitarbeiterin beim Adam Smith Institute und Mitglied der Mont Pèlerin Society.

## Politische Standpunkte
Wera Kitschanowa ist seit 2010 Mitglied der LPR. Auf der ersten Generalversammlung der Partei am 19. Februar 2011 wurde sie zum Mitglied des Föderalen Komitees der Partei gewählt.
Kitschanowa wurde einer breiten Öffentlichkeit im Zusammenhang mit dem Besuch des Präsidenten Dmitri Medwedew an der Fakultät für Journalistik an der Moskauer Lomonossow-Universität bekannt. Der Besuch wurde als Treffen des Präsidenten mit den Studenten angekündigt und sollte in einem der Säle der Universität stattfinden. Trotzdem wurde vielen Studenten der Zutritt zum Saal verwehrt. Kitschanowa organisierte eine kleine Kundgebung vor dem Eingang, sie hielt zusammen mit zwei Mitstudentinnen Plakate mit Fragen an Medwedew hoch: «Haben Sie vorher den Premierminister konsultiert, bevor Sie hierhin gekommen sind?», «Finden Sie es nicht schade, Steuergelder für solche „Wahlen“ auszugeben?», «Wieso sitzen Sie im „Twitter“, und Chodorkowski im Gefängnis?». Nach kurzer Zeit wurden die Studentinnen verhaftet und nach mehreren Stunden wieder freigelassen. 17 weitere Studenten wurden im Gebäude der Universität selbst verhaftet. Der Dekan der Fakultät für Journalistik an der MGU geriet nach diesen Vorfällen in große Kritik.
Kitschanowa unterstützt die libertäre Free Cities Foundation.

## Wahlerfolge
Im Dezember 2011 kündigte Kitschanowa an, als Abgeordnete für das Parlament des Moskauer Stadtbezirks Süd-Tuschino zu kandidieren.
Am 4. März wurde sie zur Abgeordneten von Süd-Tuschino gewählt; sie belegte den 3. Platz von 4 gewählten Kandidaten.

## Teilnahme an den Protesten gegen die Wahlfälschungen
Wera nahm an den Protesten gegen die mutmaßlich gefälschten Präsidentschaftswahlen 2012 in Russland teil, die im März 2012 auf die Wahlen folgten. Ebenfalls beteiligte sie sich an den Protesten vor der Inauguration Wladimir Putins zu seiner dritten Amtszeit, die am 6. und 7. Mai 2012 stattfanden.